# Stazione di Genova Sant’Ilario
Stazione di Genova Sant’Ilario egy megszűnt vasútállomás Olaszországban, Genovában. Az állomás 1868-ban nyílt meg, majd 91 évnyi működés után 1959-ben zárt be.

## Vasútvonalak
Az állomást az alábbi vasútvonalak érintik:
- Pisa–Genova-vasútvonal

## Kapcsolódó állomások
A vasútállomáshoz az alábbi állomások vannak a legközelebb:
- Stazione di Genova Nervi
- Stazione di Bogliasco